# Caporciano
Caporciano est une commune italienne de la province de L'Aquila, dans la région Abruzzes.

## Géographie

### Hameaux
- Bominaco

### Communes limitrophes
Acciano, Carapelle Calvisio, Fagnano Alto, Fontecchio, Navelli, Prata d'Ansidonia, San Pio delle Camere, Tione degli Abruzzi

## Administration
| Période                                  | Période | Identité | Étiquette | Qualité |
| ---------------------------------------- | ------- | -------- | --------- | ------- |
|                                          |         |          |           |         |
| Les données manquantes sont à compléter. |         |          |           |         |

## Monuments et patrimoine
- l'église Santa Maria Assunta
- le château de Bominaco